# Putování na západ
Putování na západ (čínsky: 西遊記, ZZ: 西游记, pinyin: Xī Yóu Jì, český přepis: Si-jou-ťi), v českém překladu jako Opičí král (Vyprávění o putování na západ), je vedle Snu v červeném domě, Příběhů od jezerního břehu a Příběhů Tří říší jedním ze čtyř klasických románů čínské literatury.
Román byl vydán anonymně koncem 16. století, později bylo na základě textových analýz autorství připsáno Wu Čcheng-enovi (1500–1582, podle jiných pramenů 1505–1580). Děj románu byl inspirován skutečnou historickou událostí, putováním buddhistického mnicha Süan-canga (v románu se nazývá San-cang nebo Tripitaka) pro posvátné svitky súter z říše Tchangů až do Indie v letech 629–645. Předchůdci Wu Čcheng-enova románu byla tradovaná lidová vyprávění a starší písemné záznamy těchto příběhů. Román se stal v Číně nesmírně populární četbou a má velký význam i z literárně-historického hlediska. Prvním evropským jazykem, do nějž byl román Putování na západ přeložen, se stala angličtina. Výbor a překlad byly dílem Arthura Davida Waleyho a kniha vyšla pod názvem Monkey: A Fairy Tale (Opičák: Pohádka) roku 1942 v Londýně. V plném znění vyšel v Evropě román poprvé roku 1957, a to francouzsky v překladu Louise Avenola pod názvem Si Yeou Ki ou Le Voyage en Occident. Román také posloužil jako předloha pro mnoho divadelních i filmových adaptací v Číně i v dalších zemích a kulturách.

## Původní román
Značně mytologizované a fantastické Wu Čcheng-enovo podání je nejlepším čínským mytologickým románem, má silné pozadí v čínském lidovém náboženství a mytologii, v učení buddhismu a konfucianismu. Zřetelně se v něm odráží i autorův pohled na svět, jeho zklamání a snaha vyjádřit názor na příčiny morálního úpadku tehdejší společnosti, její ironický popis a přání její nápravy.
Dílo se skládá ze 100 kapitol, které jsou navzájem pouze volně spojené. V prvních 12 kapitolách román sleduje osudy opičího krále Sun Wu-kchunga od jeho zrození přes všechny vzpoury proti nebeským hodnostářům až po jeho potrestání zakletím pod horu Pěti prvků. Další kapitoly popisují putování pro sútry. Mnich Tripitaka cestuje se společníky Čuníkem Ču Pa-ťiem, Písečným mnichem Ša-sengem, a především s napraveným opičákem Sun Wu-kchungem, nebojácným hrdinou, který odolává všem silám zla. Opičí král svým „přacím“ kyjem (železná tyč se zlatými kroužky, která podle přání mění velikost) vyhubí všechny zlé démony, což je alegorií autorova snu o lepším světě. Román končí příchodem poutníků k Nejvyššímu Buddhovi do Západního ráje, kde musí uplatit jeho úředníky, aby konečně dostali pravé posvátné svitky.

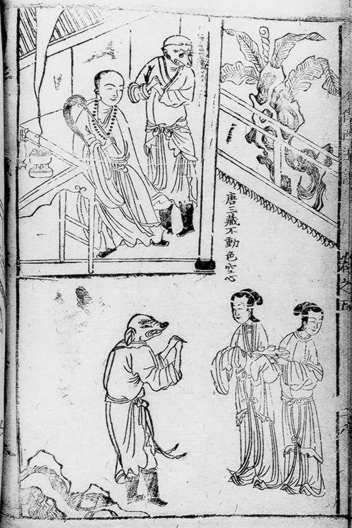
Ilustrace z Putování na západ, čínský dřevoryt z 18. století.
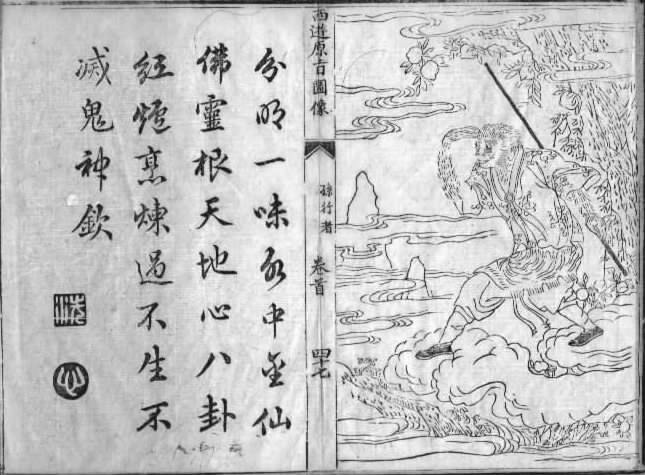
Opičák Sun jako ilustrace k Putování na západ.
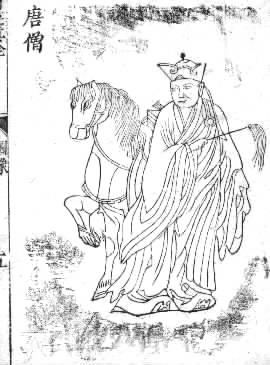
Tripitaka jako ilustrace k Putování na západ.

## Divadelní zpracování
Román Putování na západ se stal oblíbenou předlohou pro nesčetná divadelní zpracování v různých čínských divadlech, především ve formě tzv. čínské opery. Jednotlivé soubory si vybírají různé epizody z románu a sestavují z nich svébytné inscenace. Sjednocujícím znakem jsou typizované kostýmy a masky jednotlivých postav. V rámci Pražského jara 2001 v pražském Národním divadle hostoval soubor čínské opery Kuo Kuang z hlavního města Tchaj-wanu Tchaj-peje s inscenací Opičí král.

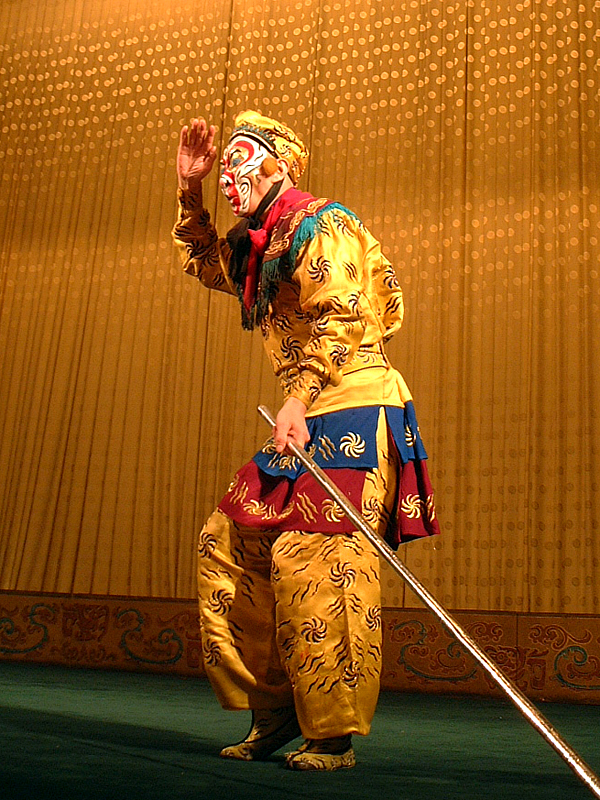
Postava Sun Wu-kchunga v Čínské opeře, rok 2006.
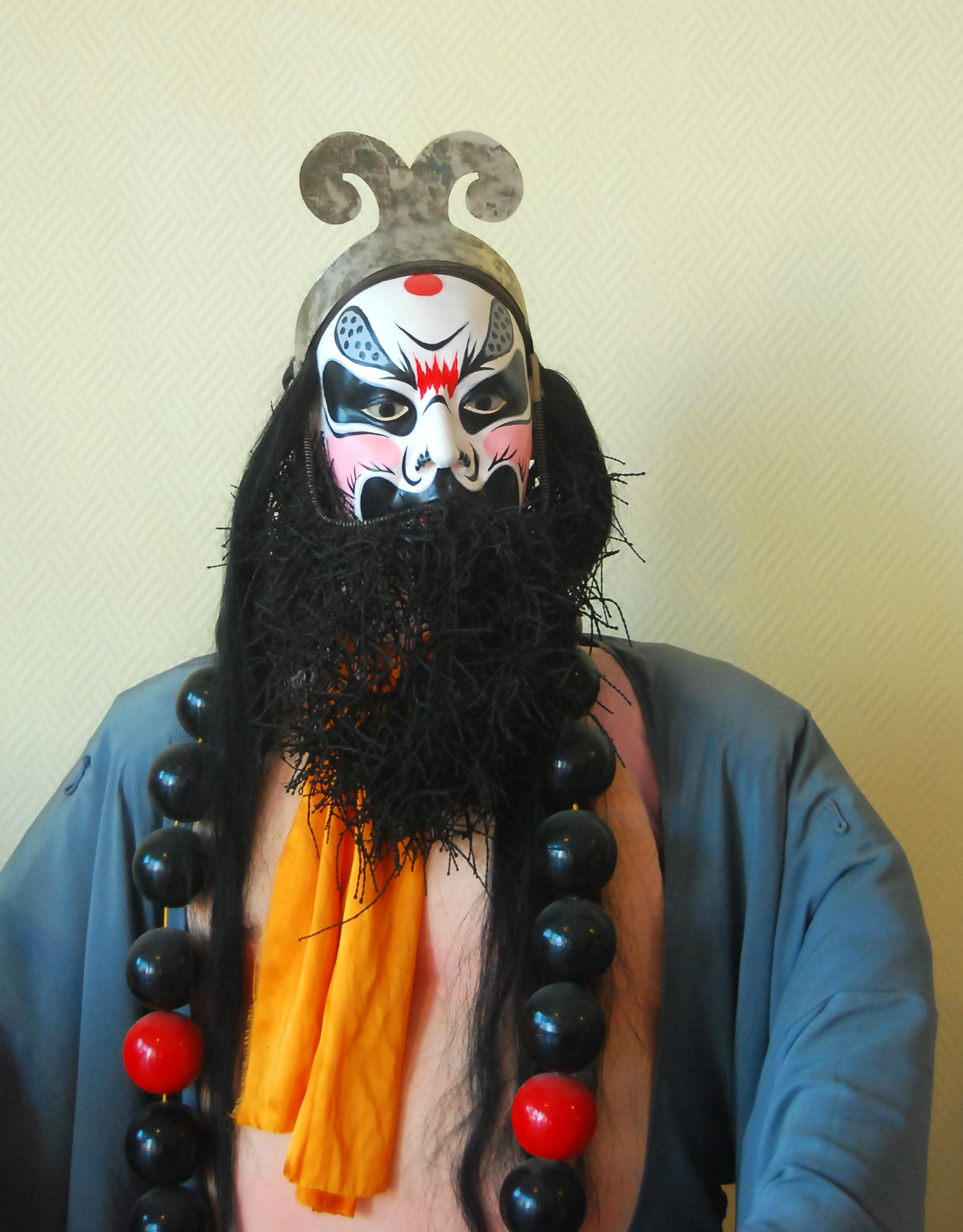
Postava Písečného mnicha v Čínské opeře, rok 2008.

Také mimo Čínu vzniklo mnoho divadelních zpracování této látky, často v podobě muzikálů. Některé inscenace z posledních let:
- Journey to the West – The New York Musical Theatre Festival, 2006.
- Monkey: Journey to the West – koprodukce Théâtre du Châtelet, Manchester International Festival a Berlin Staatsoper. Scénář a režie: Chen Shi-Zheng. Premiéra: 28. června 2007 v Manchesteru.

## Filmová a televizní zpracování
Román Putování na západ posloužil jako předloha nebo inspirace rovněž pro celou řadu filmů, případně seriálů. Některé příklady:
- Da nao tian gong (Poprask v nebi) Čína 1965 – animovaný film režiséra Wan Lai-Minga.
- Cyklus čtyř filmů Xi You Ji (Putování na západ) 1966, Tie Shan Gong Zhu (Princezna Železný vějíř) 1966, Pan si dong (Jeskyně hedvábné pavučiny) 1967 a Nu er guo  (Země mnoha vůní) 1968 – Shaw Brothers Studio, Hongkong, režie Ho Meng-hua.
- Saiyûki (Opičák) – televizní seriál se dvěma sériemi po 26 dílech, Japonsko 1978–1980.
- Xi You Ji (Putování na západ), 25dílný televizní seriál, Čína 1986, získal nejvyšší čínská ocenění Zlatý orel 1988 za nejlepší seriál a hlavní mužskou roli (Zhang Jinlai, uměleckým jménem Liu Xiao Ling Tong za roli Suna). Pod názvem Opičí král byl promítán roku 1991 v českém překladu Zdenky Heřmanové brněnským studiem ČST, reprízován byl roku 1993. Druhou, 16dílnou sérii natočila čínská televize roku 1999.
- Saiyûki (Opičák) – televizní film, remake podle seriálu z let 1978–1980, Japonsko 1993.
- Sai yau gei (Putování na západ, promítán také pod názvem A Chinese Odyssey), dvoudílný film volně na motivy románu, Hongkong 1994.
- Ching din dai sing (Čínská báchorka), Hongkong 1994.
- Sai yau gei (Putování na západ), 30dílný televizní seriál, Hongkong 1996. Roku 1998 byl k seriálu natočen dodatek.
- Saiyûki (Opičák), 11dílný televizní seriál, Japonsko 2006. O rok později byl po obrovském úspěchu seriálu natočen ještě televizní film.
- The Forbidden Kingdom (Zakázané království), USA / Čína 2008.
- Xi You Ji (Putování na západ), 52dílný televizní seriál, Čína 2010.
- Wu Cheng'en Yu Xi You Ji (Wu Čcheng-en aneb Putování na západ), Čína 2010, televizní film o spisovateli a jeho nejslavnějším díle. Ve filmu hrají většinou herci ze seriálu z let 1986 a 1999, hlavní představitel Zhang Jinlai (Liu Xiao Ling Tong) zde hraje Wu Čcheng-ena i Opičáka Suna.
- Xi you ji: Da nao tian gong (Putování na západ: Poprask v nebi), Čína, Hongkong, USA 2014, režie: Pou-Soi Cheang, v roli Opičího krále: Donnie Yen. Film existuje i ve 3D verzi, natáčel se přes tři roky a jde o zatím nejdražší asijský film s rozpočtem 100 mil. USD. Premiéra se uskutečnila 30. ledna 2014.[4][5]

## Román jako předloha počítačové hry
Roku 2020 se na internetu objevila ukázka z připravované hry Black Myth: Wu Kong čínského studia Game Science. Hra je postavena na ději románu Putování na západ.
Opičí král se také objevil jako hratelná postava v mobilní bojové hře Shadow Fight 4: Arena a RAID Shadow Legends

## Ohlasy románu v české kultuře
První české vydání vyšlo ve zkrácené verzi v překladu Zdenky Novotné (Heřmanové) roku 1961 ve Státním nakladatelství dětské knihy v Praze. Z ideologických důvodů nemohla kniha vyjít pod původním titulem, ale dostala název Opičí král (Vyprávění o putování na západ). Pro první vydání byl použit výbor čínského editora Žuo-ku (Ruo Gu). Čeština se po angličtině, francouzštině a ruštině stala teprve čtvrtým evropským jazykem, do nějž byl román přeložen. Zdeněk Sklenář pro první vydání vytvořil 25 barevných a 81 jednobarevných ilustrací. Výpravné, téměř bibliofilské vydání získalo ocenění na benátském La Biennale 1962, což podnítilo zájem o tento výbor i v zahraničí. Československé cizojazyčné nakladatelství Artia poté knihu se Sklenářovými ilustracemi vydalo v angličtině (The Monkey King: A New Translation of the Classic Chinese Legend, 1964) a v němčině (Der Affenkönig: Ein chinesisches Märchen, 1964), přičemž oba překlady vznikly podle českého vydání. V roce 1992 byl tento výbor zásluhou nakladatelství Aventinum vydán znovu v německém (Das klassische chinesische Märchen. Der Affenkönig) i anglickém překladu (The Legend of the Monkey King), a navíc v překladu francouzském (Le Roi des singes). Všechna tři vydání byla doprovázena novými ilustracemi Zdenky Krejčové. Česky vyšla kniha podruhé v brožované podobě roku 1994 (ilustrace tvořily čínské dřevoryty) a potřetí roku 1997 ve výpravném vydání s ilustracemi Zdenky Krejčové.
Ve vydání z roku 1997 byly „oproti prvnímu českému vydání vypuštěny některé pasáže retardující děj a nově byly přeloženy kapitoly 16–18“, a obsahuje tak přibližně čtvrtinu originálu. Nakladatelství Apostrof vydalo toto vydání elektronicky a je v něm navíc zařazen doslov Setkávání s opičími králi.
Roku 1984 inscenovalo Amatérské divadlo Esence z Prahy hru Opičák Sun. Scénář napsali Ivan Fried a Marie Kubrová podle prvního českého vydání v překladu Zdenky Heřmanové. Inscenace se hrála ve dvou verzích, pro dospělé a pro děti. Dětská verze byla pojednána jako tzv. „teatromat“, při němž diváci hlasováním volili další pokračování děje. Dohromady v obou verzích bylo odehráno celkem 35 představení.

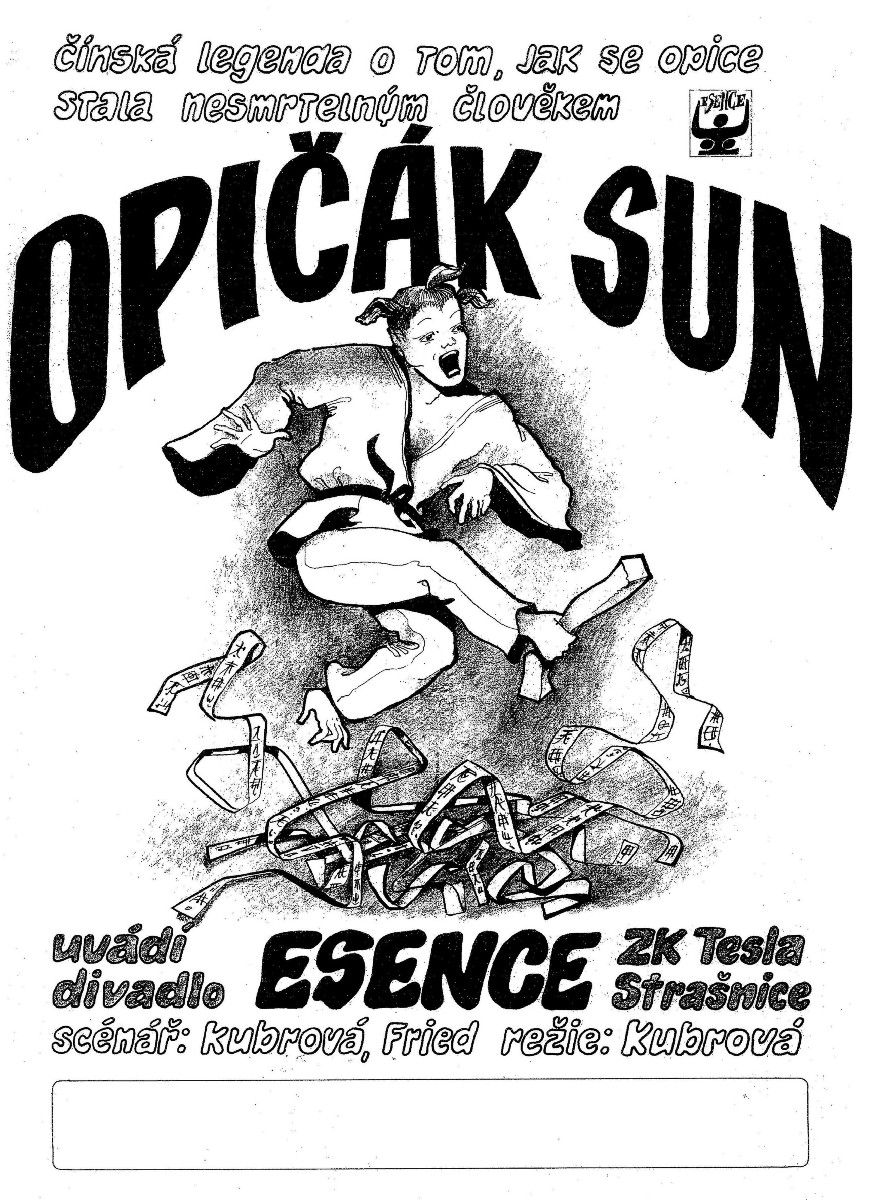
Plakát k inscenaci divadla Esence, rok 1984.
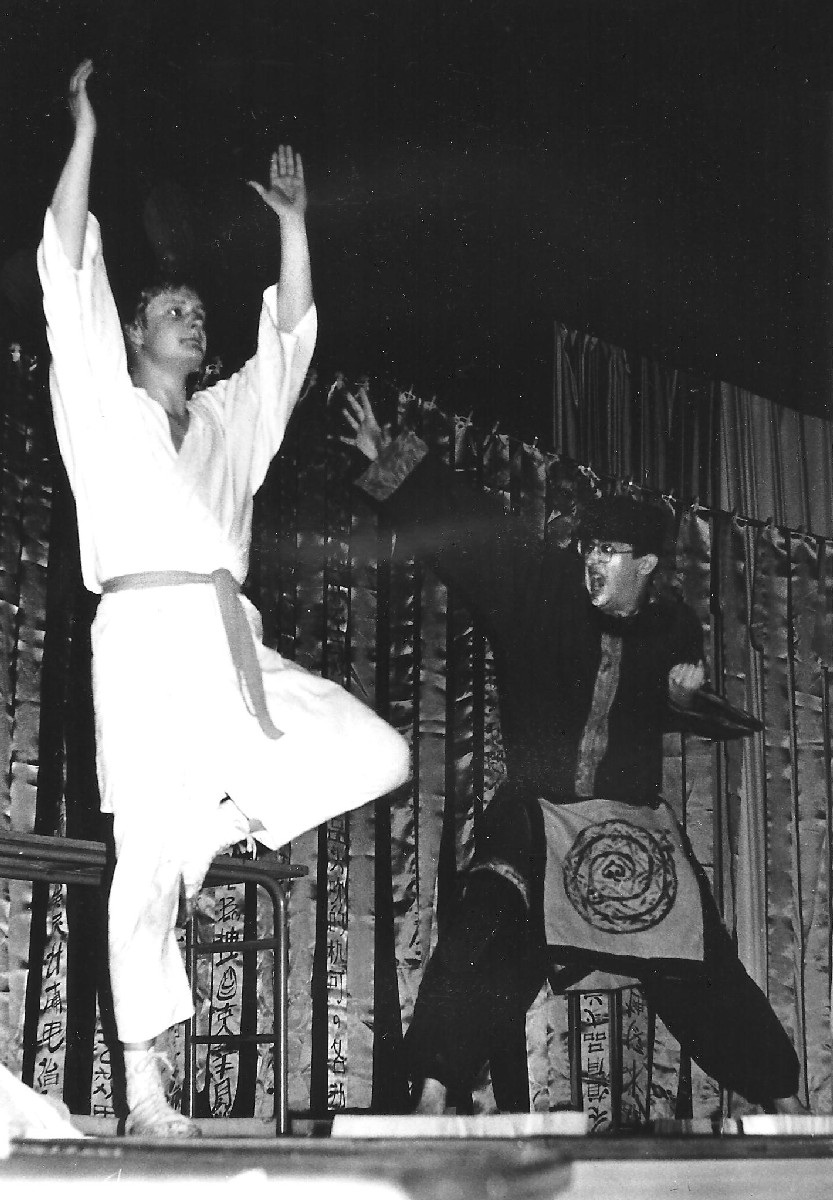
Sun Wu-kchung a démon Rušitel světa v inscenaci divadla Esence, rok 1984.
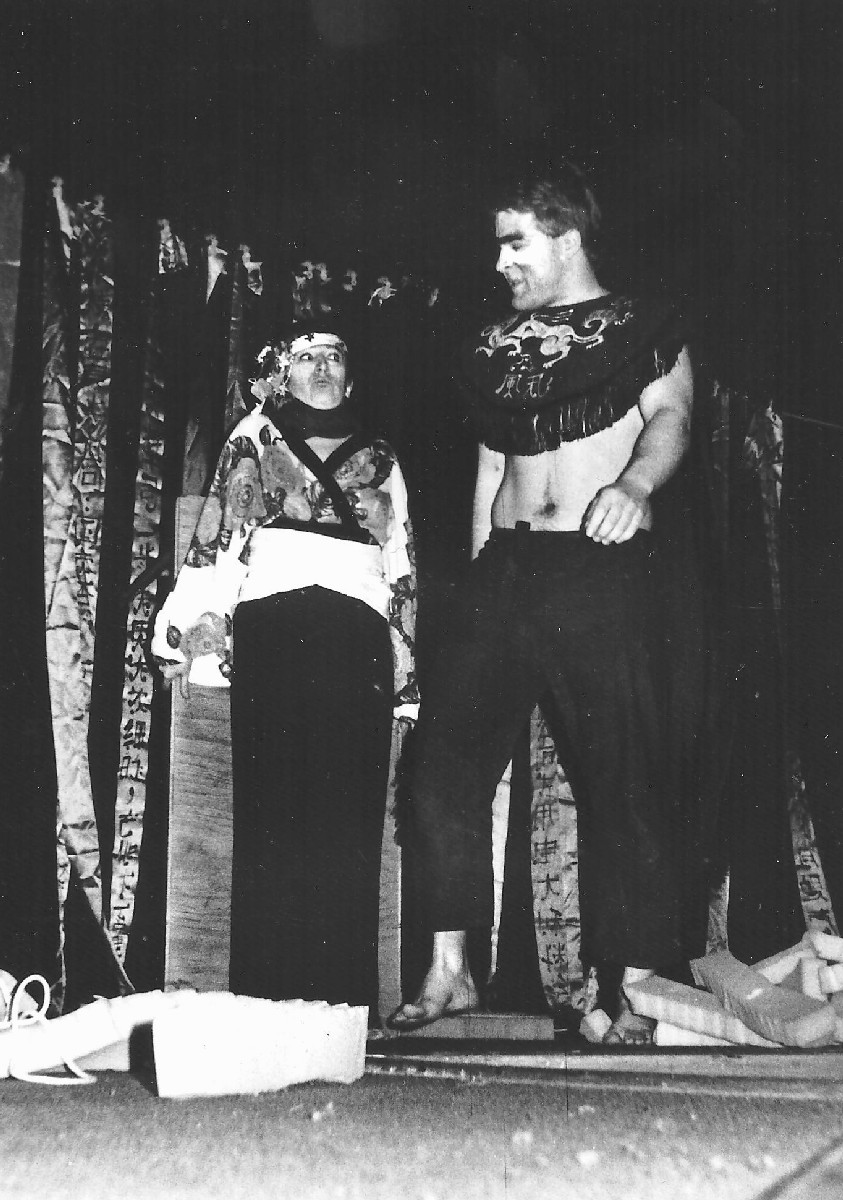
Princezna Okvětní lístek vězněná démonem Modrým Buvolem v inscenaci divadla Esence, rok 1984.
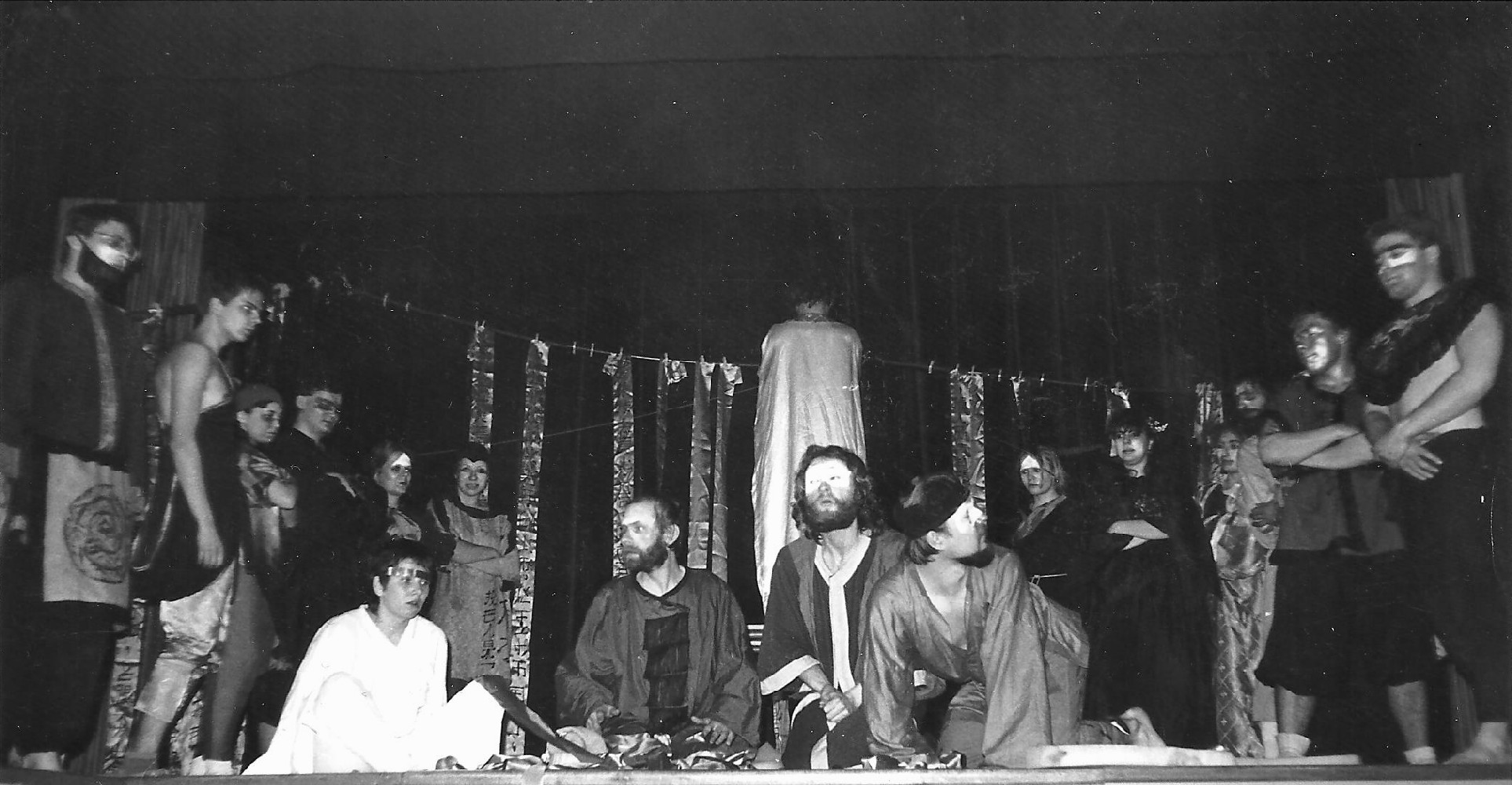
Sun, Tripitaka, Písek a Čuník v Západním ráji, inscenace divadla Esence, rok 1984.

Roku 1991 odvysílala Československá televize Brno první sérii čínského seriálu Opičí král (25 dílů z roku 1986) s českým dabingem podle překladu Zdenky Heřmanové. Seriál byl reprízován roku 1993.
Roku 1994 se v bývalém kostele sv. Vavřince na Malé Straně v Praze uskutečnila premiéra české adaptace původní hry litevského spisovatele Alvydase Bausyse Blíž než dál (Arčiau nei toli). Podle překladu Lorety Martyniuk napsal scénář Ivan Fried (spolupracoval i na překladu), režii měl Jiří Nekvasil. Hra propojuje osudy Wu Čcheng-ena a reflexe jeho románu. Reprízy se uskutečnily v žižkovské síni Atrium v Praze a v rámci festivalu Setkání kultur ve Společenském domě v Neratovicích (1995). Tiskem scénář vyšel ve Světové literatuře roku 1993.
Roku 2006 uvedla Česko – čínská společnost v pražské Jindřišské věži pořad Zdenky Heřmanové Jak se stal Opičák králem.
Roku 2009 uspořádalo Národní umělecké muzeum Číny (NAMOC) v Pekingu výstavu obrazů Zdeňka Sklenáře včetně ilustrací k Opičímu králi. Současně vznikl dokumentární film Čína Zdeňka Sklenáře. Roku 2010 se v domě U Kamenného zvonu v Praze uskutečnila jubilejní retrospektivní výstava Sklenářova díla. Ilustrace k Opičímu králi, doplněné animovanou interaktivní instalací (grafické studio pixl-e Ondřeje Doležala, Brno) se staly součástí české expozice na světové výstavě Expo 2010 v Šanghaji. Výstavu navštívil i seriálový představitel Sun Wu-kchunga Zhang Jinlai (Liu Xiao Ling Tong). U nás byla tato instalace předvedena v rámci výstavy Opičí král Zdeňka Sklenáře v Litomyšli. Na konci roku 2010 se uskutečnila v Kulturním domě v Holicích výstava Opičí král a Expo 2010, zachycující čínskou tradici této románové postavy v různých podobách a její ohlasy v české kultuře. Součástí výstavy byly i exponáty použité na Expo 2010. V roce 2011 se expozice vydala na cesty: byla vystavena v Muzeu Kroměřížska v Kroměříži, ve Společenském domě v Neratovicích, v Muzeu marionet v Českém Krumlově a ve Vlastivědném muzeu v Olomouci, kde byla spolupořadatelem Konfuciova akademie při UP v Olomouci..